# Nikaj-mërturi Regionális Tájvédelmi Körzet
A Nikaj-mërturi Regionális Tájvédelmi Körzet (albán Parku Natyror Rajonal Nikaj-Mërtur) tájvédelmi körzet Albánia északkeleti részén, az Albán-Alpok hegyvidékén. Közigazgatásilag Kukës megye Tropoja községében, azon belül Lekbibaj alközség területén fekszik, a Drin völgyében létesített Komani-tótól északra, a Valbona völgyétől, illetve a Valbona-völgy Nemzeti Park területétől délre. A 2008-ban, 17 505 hektáron megalapított tájvédelmi körzet ökoszisztémája rendkívül változatos, ami elsősorban a magas reliefenergiának köszönhető: a terület legmélyebb pontja a Drin-parti 180 méteres tengerszint feletti magasság, a védett területen magasodó hegyek némelyike viszont a 2500 métert is meghaladja: Maja e Grykave të Hapta (’Szurdoknyílások hegye’, 2625 m), Maja e Zhaporrës (’Zhaporra-hegy’, 2561 m), Maja e Hekurave (’Vas-hegység’, 2559 m). A magashegységi környezet szurdokvölgyeit (Nikaj- és Curraj-patakok) és hegylábait alpesi rétek, lombhullató (főleg bükkösök) és fenyveserdők (balkáni páncélfenyő, feketefenyő), glaciális tavak tarkítják, a helyben élő népesség egy része pedig megőrizte hagyományos építészetét és életmódját. A fauna zoológiai feltérképezése még várat magára, de a területen honos állatfajok közül említésre méltó a barna medve (Ursus arctos), a szürke farkas (Canis lupus), az eurázsiai hiúz (Lynx lynx), a zerge (Rupicapra rupicapra), a fakó keselyű (Gyps fulvus), a vándorsólyom (Falco peregrinus), a vörös vércse (Falco tinnunculus) és a siketfajd (Tetrao urogallus).
Fierza felől aszfaltút köti össze Lekbibajt, ahonnan a terület gyalogosan járható be. A tájvédelmi körzet főbb értékeit az alábbiakban soroljuk fel.
- Curraji-sziklafal (Rrasa e Currajt): Több mint 1 kilométer hosszan futó, 400 méter magas sziklafal Curraj i Poshtëm közelében, 830 méteres tengerszint feletti magasságban.
- Qiresh-karsztforrás (Burimi karstik i Qireshit): A Qiresh-patak forrása 930 méteres tengerszint feletti magasságban, az Alshina-hegy (Maja e Alshinës) oldalában.
- Hasan Gashi bükköse (Ahishta e Hasan Gashit): A Mërtur-hegy közelében, 1200 méteres tengerszint feletti magasságban húzódó ősbükkös, amelynek egyedei a 25 méteres magasságot, törzsátmérőjük pedig a 40 centimétert is eléri.
- Az Erő sziklája (Shkembi i Forcës): Curraj i Sipërm közelében, 1700 méteres tengerszint feletti magasságban emelkedő, sajátos formájú homokkő-formáció.[4]